# Bazik
Bazik är en ort i Bosnien och Hercegovina.   Den ligger i entiteten Federationen Bosnien och Hercegovina, i den nordöstra delen av landet, 130 kilometer norr om huvudstaden Sarajevo. Bazik ligger 86 meter över havet och antalet invånare är 504.
Terrängen runt Bazik är mycket platt. Närmaste större samhälle är Odžak, 18,1 kilometer väster om Bazik.
Trakten runt Bazik består till största delen av jordbruksmark. Runt Bazik är det ganska tätbefolkat, med 90 invånare per kvadratkilometer.